# رون ويلكي
رون ويلكي (بالإنجليزية: Ron Wilkie)‏ هو عداء سريع جنوب أفريقي، ولد في 17 يناير 1927 في جوهانسبرغ في جنوب أفريقيا.

## وصلات خارجية
- رون ويلكي على موقع أوليمبيديا (الإنجليزية)